# Haplochromis nuchisquamulatus
Haplochromis nuchisquamulatus és una espècie de peix de la família dels cíclids i de l'ordre dels perciformes.

## Morfologia
- Els mascles poden assolir els 11,3 cm de longitud total i les femelles entre 6 i 8.
- Cos allargat, lateralment comprimit i més aviat corpulent.
- Cap gros i de perfil convex.
- En el mascle, predomina el color vermell en la meitat superior del cos (des de la boca fins a l'aleta caudal). Els laterals són de color groc acarabassat en el seu primer segment fins a l'aleta anal i verd fins a l'aleta caudal. El cap és de color blau cel, tot i que té reflexos ataronjats a la part inferior i una franja negra a través de l'ull. La porció ventral situada a sobre mateix de l'aleta pelviana és negra. Les aletes pectorals són de color negre (encara que n'hi ha exemplars que les presenten de color carabassa). L'aleta dorsal és de color vermell amb tocs de blau en la seua primera part. L'aleta anal és de color vermell amb blau i presenta entre 3 i 10 taques. L'aleta caudal és de color vermell.
- Els mascles dominats i les femelles són de color blanc daurat amb 4-6 franges verticals i una banda horitzontal (les franges i la banda apareixen i desapareixen en funció de l'estat d'ànim i la situació social dins del grup de cada exemplar en qüestió).[2][3][4]

## Reproducció
La incubació és bucal i el procés de maduració dels ous fecundats (entre 40 i 80) fins que esdevenen alevins independents triga de 15 a 23 dies. La maduresa sexual és assolida al cap de 8-9 mesos.

## Alimentació
Menja matèria vegetal, incloent-hi algues.

## Hàbitat
És bentopelàgic, d'aigua dolça i de clima tropical (3°N-3°S).

## Distribució geogràfica
Es troba al llac Victòria (Kenya, Tanzània i Uganda).

## Vida en captivitat
Tot i que és una espècie bastant tranquil·la, és millor no barrejar-la amb espècies molt territorials o que siguin de coloració similar, ja que, en aquests casos, abundaran les baralles i l'espècie perdedora acabarà com a dominada.

## Observacions
És inofensiu per als humans.